# Школа № 1294

## История
Образовательное учреждение было основано в 1965 году как школа № 66 с преподаванием ряда предметов на немецком языке. В 1992 году школа переехала в новое здание, изменив номер на 1033. С 1999 года — это школа № 1294 с углублённым изучением немецкого языка. В 2015 году произошло слияние с общеобразовательным комплексом ГБОУ Гимназия 1452 " Богородская " изменившый своё название на Школа 1797 Богородская

### 
В 2000 году по инициативе руководителя агентства МЧС по мониторингу и прогнозированию чрезвычайных ситуаций Михаила Шахраманьяна на базе школы был открыт центр «Юный эколог и спасатель». Особое внимание уделялось преподаванию ОБЖ, для этого использовались новые компьютерные программы. Чтобы ознакомится с преподаванием ОБЖ в школе № 1294, в декабре 2005 года её посетил Сергей Шойгу, после чего пообещал подарить школе полностью оборудованный класс для занятий ОБЖ.
В 2006 году в школе был открыт «Музей крестьянского быта». С 2008 года он имеет статус Музея образовательного учреждения. В музее около 70 экспонатов, большая часть из которых была привезена из деревни Маврино Шатурского района Московской области.
В 2006 году школа № 1294 вошла в рейтинг лучших школ Москвы, составленный газетой «Известия». В октябре 2012 года школа № 1294 заняла 177 место в рейтинге лучших школ Москвы, составленном департаментом образования по результатам образовательной деятельности.